# Josh Malone
Joshua Khiry Malone (* 21. März 1996 in Chattanooga, Tennessee) ist ein ehemaliger US-amerikanischer American-Football-Spieler. Er spielte auf der Position des Wide Receivers in der National Football League (NFL).

## Frühe Jahre
Malone spielte Football für die Bisons an der Station Camp High School in Gallatin, Tennessee. Seine guten Leistungen in seinem Abschlussjahr führten zu einer Einladung zum  U.S. Army All-American Game 2014.

## College
Nach neun Einsätzen im ersten und zehn im zweiten College-Jahr an der University of Tennessee bestritt er im dritten Jahr sämtliche zwölf Spiele der Regular Season sowie das Finale, in dem er fünf Passfänge für 120 Yards und einen Touchdown erzielen konnte. Die Tennessee Volunteers mit Josh Malone und u. a. Runningback Alvin Kamara gewannen den sogenannten Music City Bowl mit 38:24 gegen Nebraska.
Nach der Saison entschied sich Malone, das College ein Jahr früher zu verlassen, um am NFL Draft 2017 teilzunehmen. Dort wurde er in der vierten Runde von den Cincinnati Bengals an insgesamt 128. Stelle als 18. Wide Receiver ausgewählt.

## NFL
Am 17. Mai 2017 unterzeichnete Malone einen Vierjahresvertrag über knapp 3 Millionen Dollar, davon knapp 600.000 Dollar garantiert.
Nach der Saisonvorbereitung musste er sich gegen starke Konkurrenz im eigenen Team zunächst mit der Rolle des Wide Receivers Nummer fünf zufriedengeben. Am 22. Oktober 2017 feierte er sein NFL-Debüt (Regular Season) bei einer 14:29-Niederlage gegen die Pittsburgh Steelers. In der darauffolgenden Woche erzielte er beim 24:23-Sieg gegen die Indianapolis Colts seinen ersten Karriere-Touchdown als Profi.
Vor Beginn der Saison 2019 wurde er von den Bengals auf die Waiver-Liste gesetzt und später von den New York Jets in ihr Practice Squad aufgenommen. Am 19. Dezember wurde er in den aktiven Kader befördert. Am 24. August 2021 entließen die Jets Malone.
Am 5. Oktober 2021 nahmen die Denver Broncos Malone für ihren Practice Squad unter Vertrag, entließen ihn aber bereits eine Woche später wieder. Am 14. Dezember 2021 schloss Malone sich dem Practice Squad der Green Bay Packers an. Für beide Teams kam er nicht zum Einsatz. Am 22. Februar 2022 unterschrieb Malone für die Saison 2022 bei den Tennessee Titans, wurde aber am 16. August vor Saisonbeginn entlassen. Am 18. Oktober wurde Malone in den Practice Squad der Pittsburgh Steelers aufgenommen. Am 29. November wurde er entlassen.